# 埃德蒙特·贝克尔

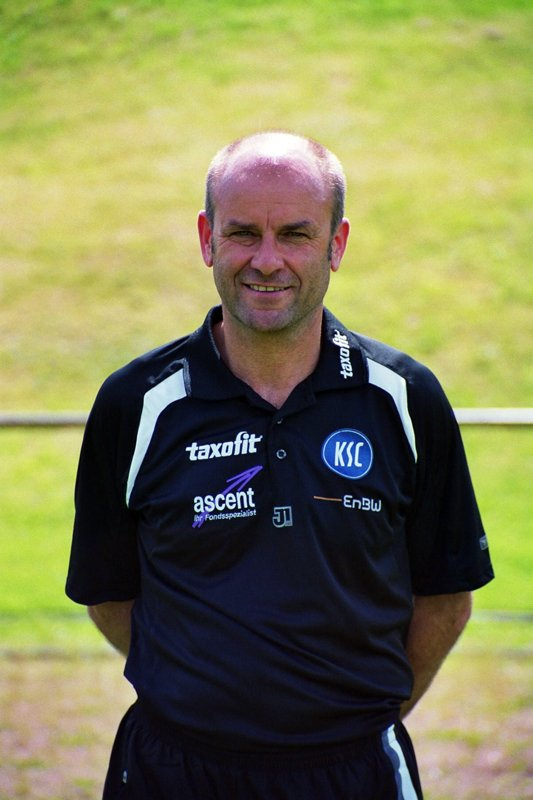
埃德蒙特·贝克尔

埃德蒙特·贝克尔（Edmund Becker，1957年7月18日—）曾经是一位德国足球运动员，现为教练。
他作为球员最大的成就是1981年的德甲第十名。曾在后卫，中场等位置出场。在1977年至1986年之间，参加德甲94场，德乙63场，进球19个，黄牌仅11张。
曾为卡尔斯鲁厄业余队教练，2005年升为一线队教练。
他在卡队球迷中享有很高的支持。一方面他是卡尔斯鲁厄本地人，另一方面他为人很低调，更重要的是他的成绩。他将球队从危机中拯救了出来。2005－2006赛季，在他的带领下，卡尔斯鲁厄队多年来第一次有望升甲。在2006－2007赛季卡尔斯鲁厄队更是以德乙半程冠军身份成为升班最佳候选。